# Водонапорная башня с парком (Кольмар)
Водонапорная башня с парком (фр. Château d’eau, Parc du Château d’eau) — архитектурная и историческая достопримечательность в городе Кольмар, Франция. Самая старая водонапорная башня на территории Эльзаса окружена парком. Расположена по адресу: Avenue Raymond Poincarré. Водонапорная башня признана историческим памятником.

## История
Водонапорная башня в городе Кольмаре считается самой старой башней на территории эльзасских земель. Она выполняла функцию регулирования и распределения питьевой воды в городе в 1880-х годах. Башню построили в неоготическом стиле, она расположена на одной из самых высоких точек города. Такие возвышенности были характерны для Кольмара в то время. Башня высотой 53 метра, она может вмещать в себя до 1200 метров кубических воды. С 1984 года башня не используется по назначению, но привлекает интерес как архитектурный объект.
Башня окружена садом (фр. Parc du Château d’Eau), территория которого занимает 14 соток. В этом саду растут старые деревья. Создан розарий, площадь которого — 450 метров квадратных. Часто этот парк называют не только парком, который размещен вблизи водонапорной башни, но и парком апелляционного суда, который размещен поблизости. В парке в 1907 году, у южного входа был установлен памятник в честь скульптора Огюста Бартольди. В парке растут некоторые виды красного дерева и болотный кипарис. На территории парка есть большое количество разных скамеек.
Архитектором башни был Жан-Батист-Виктор Юэн. Инженер — Анри Брунер.
Водонапорная башня в Кольмаре — французский исторический памятник.